# Koos Maasdijk
 (février 2016).
Si vous disposez d'ouvrages ou d'articles de référence ou si vous connaissez des sites web de qualité traitant du thème abordé ici, merci de compléter l'article en donnant les références utiles à sa vérifiabilité et en les liant à la section « Notes et références ».
Jacob (« Koos ») Arnold Maasdijk, né le 19 septembre 1968 à Rotterdam, est un ancien champion d'aviron néerlandais, qui a gagné la médaille d'or en 1996 aux Jeux olympiques d'été d'Atlanta dans la catégorie des huit avec barreur (hommes). Il a également représenté son pays d'origine aux Jeux olympiques d'été 1992, finissant cinquième dans le "4 avec barreur". Maasdijk a gagné une médaille d'or aux championnats du monde en 1989 et une de bronze à ceux de 1991.